# Camponotus singularis
Camponotus singularis (лат.) — вид муравьёв из подсемейства формицины (Formicidae, подрод Myrmosaulus). Юго-Восточная Азия.

## Распространение
Юго-Восточная Азия: Вьетнам, Индия, Индонезия, Китай, Лаос, Малайзия, Мьянма, Непал, Таиланд.

## Описание
Крупные муравьи (матки и солдаты до 2 см) чёрного цвета с красноватой головой. Длина маток (TL) 18 — 20 мм; длина солдат 16 — 20 мм; длина рабочих 9 — 15 мм. Брюшко и голова овальной формы.
Вид был впервые сначала описан в 1858 году английским энтомологом Фредериком Смитом под первоначальным названием Formica singularis Smith, F. 1858 по материалам с острова Ява (Индонезия). В 1863 году вид перенесли в состав рода Camponotus и он стал называться Camponotus singularis.
Каста бесплодных самок обладает ярко выраженным диморфизмом и представлена двумя подкастами (minors, majors), отличающимися размером и пропорциями (особенно головы): мелкие рабочие и крупные большеголовые солдаты.
Описанный с острова Борнео подвид Camponotus singularis rufomaculatus Donisthorpe, 1941 предположительно может быть отдельным видовым таксоном.